# 누메아 아쿠아리움

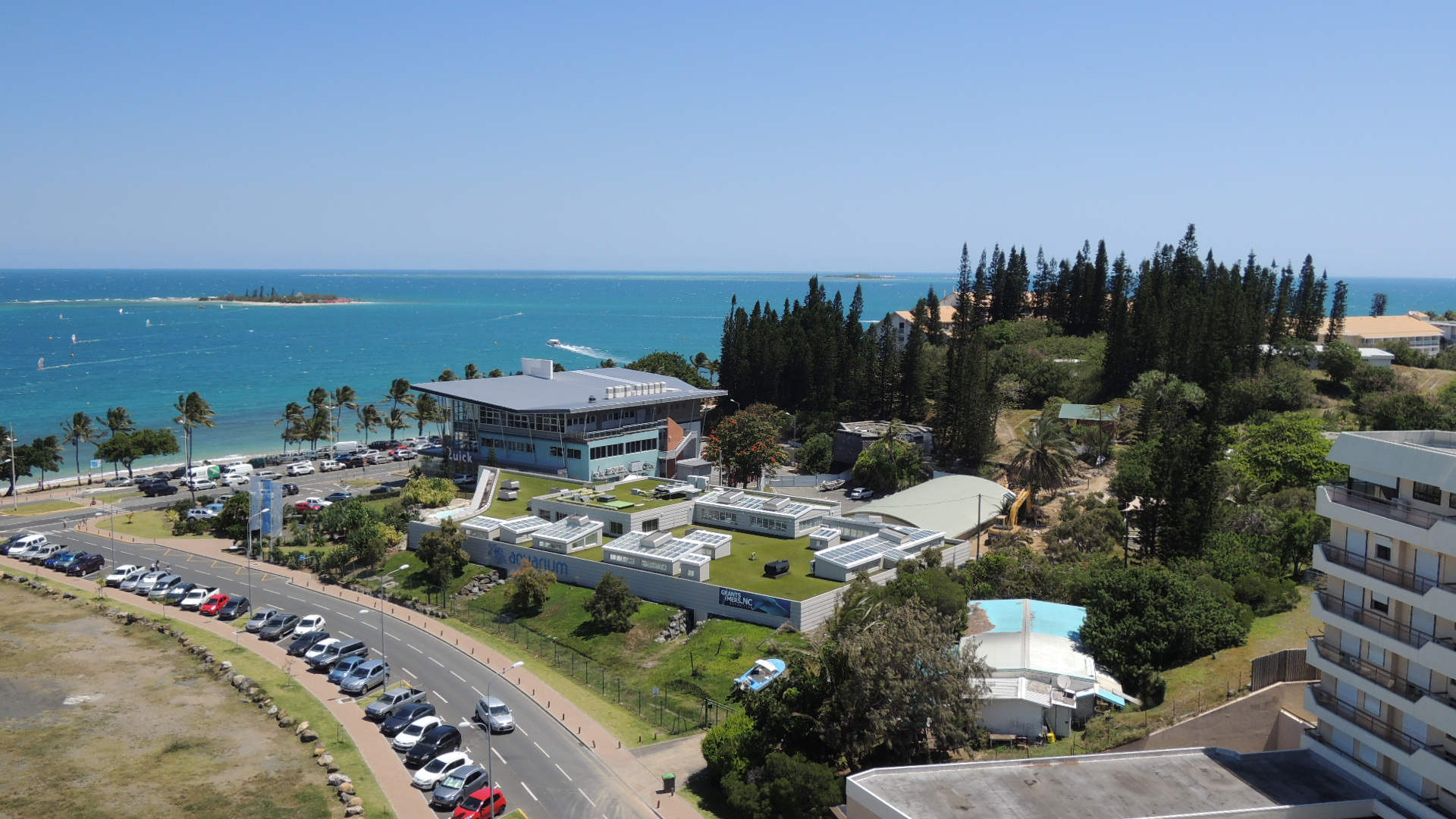
누메아 아쿠아리움

누메아 아쿠라이움(프랑스어: Aquarium des lagons)은 누벨칼레도니 누메아에 있는 수족관(아쿠아리움)이다. 1956년에 개관하였다.

## 운영 시간
매주 오전 10시부터 오후 5시까지 운영한다. 오후 1시마다 30여분간 가이드와 동행한 가이드 투어도 가능하다.

## 입장료
입장료는 1000 퍼시픽 프랑이다. 어른 단위이다.

## 특징
인공 채광이 아닌 자연 채광을 사용하고, 인공 담수가 아닌 천연 담수를 사용한다. 불가사리는 만지는게 허용되고 다른 물고기나 산호들, 그리고 성게가 있다. 그리고 현재 수중 체험 간이 시뮬레이션도 존재한다. 출구에는 기념품 마트와 바다뱀 캐릭터가 설치되어 있다. 또한 해양생물의 화석이 있다.